# Aspidostemon lucens
Aspidostemon lucens är en lagerväxtart som beskrevs av Van der Werff. Aspidostemon lucens ingår i släktet Aspidostemon och familjen lagerväxter. Inga underarter finns listade i Catalogue of Life.